# Schneidernematinae
Die Schneidernematinae sind eine Unterfamilie der Spulwürmer mit vier Arten. Sie sind Parasiten bei Säugetieren.

## Merkmale
Die Unterfamilie hat die Eigenschaften der Schneidernematidae. Charakteristika sind der angeschwollene hintere Abschnitt des Ösophagus und das Fehlen eines Gubernaculums. Beide Spicula sind gleich.

## Systematik
Zur Unterfamilie gehören drei Gattungen:
- Ascaroterakis Vicente, 1965
- Morgascaridia Inglis, 1958
- Schneidernema Travassos, 1927